# Mabel Sharman Crawford
Mabel Sharman Crawford (Dublín,Irlanda, 3 de junio de 1820 - Middlesex, Inglaterra,14 de febrero de 1912) fue una aventurera, feminista y escritora irlandesa.

## Biografía
Sus padres fueron William Sharman MP y Mabel Frideswid Crawford, hija menor de una familia numerosa. Sus padres tomaron los apellidos del otro para convertirse en William y Mabel Sharman Crawford. Cercana a su padre tanto personal como políticamente le dedica su primer libro. En 1861 tras la muerte de su padre heredó e invirtió en una propiedad agrícola en Timoleague,Cork donde puso en práctica las teorías agrarias de su padre y sus principios de responsabilidad social.
Crawford como aventurera a la que le gustaba viajar y escritora tomaba cuidadosas notas dondequiera que iba. Cuando volvía de un viaje describía cómo había sido. Tras diez meses en la Toscana escribió sobre ello y lo publicó en 1849 en forma de libro titulado "La vida en la Toscana". En él destaca la importancia de los viajes para el desarrollo personal de la mujer y analiza la situación de las campesinas que se doblegaban bajo el yugo de los terratenientes. Hizo lo mismo tras un viaje a Argelia en "Por Argelia" en 1963.
Su trabajo de caridad durante la hambruna irlandesa influyó en su visión de los lugares que vio. Crawford también fue una feminista que no dudó en señalar dónde veía sexismo, ya fuera en las culturas por las que viajaba o en la suya propia. Además fue miembro del comité central de la Sociedad Nacional para el Sufragio de la Mujer. Investigó sobre el tema de las sentencias y acciones tomadas contra hombres que golpean a sus esposas y usó los resultados para escribir el artículo Maltrato de esposas para la Westminster Review en 1893. Fue defensora de las propuestas de la asociación Rational Dress Society que defendía que las mujeres pudieran vestirse cómodamente.
Mabel Sharman Crawford murió el 14 de febrero de 1912 en Middlesex, Inglaterra.

## Publicaciones
- Life in Tuscany (1849)/La vida en la Toscana (1849)
- Through Algeria (1863)/A través de Argelia (1863)
- The Wilmot family (1864)/La familia Wilmot (1864)
- Experience of an Irish landowner (1888)/Experiencia de un terrateniente irlandés (1888)
- Fanny Dennison (1852)/Fanny Dennison (1852)
- Rhymed reflections (1921)/Reflexiones rimadas (1921)
- Registry offices : a paper read at the Conference of the National Vigilance Association (1886)-Oficinas de registro: un artículo leído en la Conferencia de la Asociación Nacional de Vigilancia (1886)
- Social scares (1888)/Sustos sociales (1888)